# Edmund Leach
Edmund Ronald Leach (ur. 1910 w Sidmouth (Anglia), zm. 1989 w Cambridge) – brytyjski antropolog społeczny, przedstawiciel strukturalizmu, główny adwersarz Claude’a Lévi-Straussa.

## Życiorys
Edmund Leach urodził się 7 listopada 1910 w Sidmouth jako syn Williama Edmunda Leacha i Mildred Brierley. W rodzinie był najmłodszym z trójki dzieci. Jego ojciec był właścicielem i zarządcą plantacji trzciny cukrowej w północnej Argentynie. Edmund Leach odebrał wykształcenie inżynierskie. Kształcił się w kolegium w Marlborough College (Marlborough, hrabstwo Wiltshire). Następnie w latach 1929-1932 studiował matematykę i inżynierię w Clare College (Uniwersytet w Cambridge) gdzie naukę ukończył z wyróżnieniem. Po zakończeniu nauki w 1933 roku podpisał czteroletni kontrakt z wiodącą brytyjską firmą handlującą z Chinami Butterfield and Swire (obecnie Swire Pacific Limited) mającą swoje biuro w Chinach i w latach 1933-1936 pracował tam jako „inżynier w biznesie”. Wówczas wiele podróżował w tym rejonie – w ramach podróży służbowych odwiedził m.in. Pekin, Szanghaj, Qingdao i Chongqing. W roku 1936 poznał w Pekinie, podczas przyjęcia w brytyjskiej ambasadzie, amerykańskiego psychologa, a z zamiłowania antropologa, Kiltona Stewarta, który namówił Leacha by ten towarzyszył mu w podróży na wyspę Lan Yu, leżącą na południowy wschód od wyspy Tajwan. W ten sposób Leach wracając z Chin zatrzymał się i spędził jakiś czas na wyspie Lan Yu wśród plemienia Yami. Sporządzał zapiski i rysunki Yami. Wówczas zaczął myśleć o tym by zostać antropologiem. Ostatecznie po upłynięciu okresu zapisanego w kontrakcie Leach stwierdził, że ma dość atmosfery biznesu i nie chce już dłużej zasiadać w fotelu biura handlowego.
W roku 1937 Edmund Leach wrócił do Londynu. Studiował u nowozelandzkiego antropologa Raymonda Firtha, który zapoznał go m.in. z wykładami o ekonomii Bronisława Malinowskiego. W ramach studiów w roku 1938 wyjechał do Iraku by prowadzić terenowe badania nad Kurdami, ale z uwagi na napiętą sytuację polityczną na świecie i sytuację w Iraku zagrażającą bezpieczeństwu musiał wrócił do Londynu. Napisał Mam wiele zdolności do prawie wszystkiego, ale jak dotąd nie uczyniłem z nich żadnego użytku...Wydaje się, że jestem wysoce zorganizowaną aparaturą umysłową, z której nikt nie ma żadnego pożytku. W roku 1939 za namową Noel Stevensona, jednego z uczestników seminariów z antropologii, rozpoczął badania nad Kaczinami na wzgórzach Kachin w Birmie, które przerwała II wojna światowa. Badania te prowadzone na wzgórzach Sinlum pomiędzy październikiem 1939 i czerwcem 1940 stały się potem podstawą przygotowanej przez niego rozprawy choć podczas jego ucieczki przed nadciągającymi wojskami Japońskimi zaginęło większość notatek z tych badań. Będąc w kontakcie z Noel Stevensonem Leach wstąpił do Armii Birmińskiej, gdzie walczył przez kolejny rok, w okupowanej wówczas Birmie, przeciwko wojskom japońskim, działając w podziemiu jako oficer-łącznik. Osiągnął wówczas stopień majora. Pomogła mu w działaniach wojennych szczególnie znajomość języka nabyta podczas pracy naukowej. W roku 1940 poślubił Celię Joyce – utalentowaną malarkę, która publikowała również powieści – miał z nią córkę (urodzoną w 1941 roku) i syna (urodzonego w 1946 roku).
Po opuszczeniu armii w 1946 roku został wykładowcą antropologii społecznej w London School of Economics. Tam też w roku 1947 obronił doktorat z antropologii. W roku 1953 został profesorem antropologii społecznej na Uniwersytecie w Cambridge W roku 1966 wybrano go rektorem Kings College. W latach 1971–1975 był prezesem Królewskiego Instytutu Antropologii, a od 1972 członkiem Akademii Brytyjskiej, której przewodniczył od 1975 roku.
Wśród powojennego pokolenia badaczy Edmund Leach wyróżniał się arystokratycznym pochodzeniem i przynależnością do tradycyjnej wyższej klasy średniej. W jego „dobrym urodzeniu” upatrywać można jednej z przyczyn jego „programowego” obrazoburstwa. Polemiczny charakter i niezależność intelektualna prac Leacha była wyjątkowa na tle dokonań jego kolegów. Studenci w Cambridge z czasu studiów Leacha niemal bez wyjątku rekrutowali się spośród absolwentów najbardziej prestiżowych szkół prywatnych i należeli do elity społeczeństwa brytyjskiego. W tym z pozoru konserwatywnym środowisku narastało niezadowolenie z anachronicznego i niesprawiedliwego porządku społecznego, który w oczach studentów symbolizowała konserwatywna struktura uniwersytecka. Doświadczenia studenckie Leacha określiły jego przekonania społeczne i polityczne. Do końca życia pozostał liberałem zwalczającym wszelki konserwatyzm i ortodoksję. Doświadczenia studenckie mogły też wpłynąć na jego poglądy naukowe – inspirować go do poszukiwania dynamiki społecznej w analizach antropologicznych.
Wiele lat żył z guzem mózgu bez uskarżeń na dolegliwości. Ostatecznie zmarł na nowotwór mózgu 6 stycznia 1989 roku w Cambridge.

## Publikacje i koncepcje
Edmund Leach „wychował się” w dość ortodoksyjnej tradycji funkcjonalistycznej. Jego nauczycielami byli m.in. Bronisław Malinowski i Raymond Firth a wpływ na rozwój jego zainteresowań miały prace także innych funkcjonalistów. W pewnym momencie odszedł on jednak od funkcjonalizmu (którego, głównymi twórcami byli Bronisław Malinowski i – w swej strukturalistycznej odmianie – Alfred Radcliffe-Brown a kontynuatorami m.in. Edward Evans-Pritchard i Meyer Fortes) i wprowadził na grunt antropologii brytyjskiej strukturalizm francuski (którego najbardziej znanym przedstawicielem jest Claude Lévi-Strauss). Podobnie jak Max Gluckman na swój szczególny sposób przyczynił się do odrzucenia na gruncie antropologii brytyjskiej w połowie XX wieku paradygmatu strukturalno-funkcjonalnego. Z Maxem Gluckmanem łączyło go w badaniach systemów społecznych zainteresowanie problemami zmiany społecznej oraz stosowanie perspektywy diachronicznej. Obu powyższych uczonych uznaje się niekiedy za prekursorów podejścia procesualnego, gdyż obaj zasadniczym przedmiotem swoich badań uczynili proces społeczny, traktując konflikt, napięcia i zmiany jako naturalny stan wszelkich zbiorowości ludzkich. Dlatego mówi się też, że prace Edmunda Leacha mieszczą się w ramach jednego z „procesualistycznych” odgałęzień strukturalizmu.
W swojej krytyce paradygmatu strukturalno-funkcjonalnego przedstawił zarzuty, które dotyczyły m.in. nieprawidłowości związanych z błędną interpretacją materiału empirycznego, nieadekwatności stosowanych pojęć, braku rozróżnienia pomiędzy abstrakcyjnym modelem a rzeczywistością, etnocentryzmu przyjmowanych założeń oraz schematyzmu stosowanych procedur.
Wyniesionym z tradycji funkcjonalistycznej, stale obecnym elementem w jego twórczości była problematyka społeczeństw pierwotnych, w tym również kwestie dotyczące ich organizacji i funkcjonowania.
Zdecydowany sprzeciw wobec rozpowszechnionej tendencji do postrzegania ludów pierwotnych jako stabilnych i zrównoważonych „organizmów” wyraził Leach już w pracy z 1940 roku Social and Economic Organization of the Rowanduz Kurds. Leach postawił tezę o rozdźwięku pomiędzy modelem a rzeczywistością to jest pomiędzy wyobrażeniami – abstrakcyjnymi ideałami, wzorami, normami i wartościami opisywanymi przez antropologów jako stałe a rzeczywistymi stosunkami społecznymi. W tej sprzeczności dopatrywał się źródeł dynamiki i zmian społecznych.
Notatki pozostałe po badaniach terenowych w Birmie i doświadczenia z okresu jego działań militarnych w tym rejonie stały się podstawą pracy z 1954 roku Political Systems of Highland Burma (Systemy polityczne na wyżynach Birmy). Leach w tej publikacji ponownie rzucił wyzwanie teoriom struktury społecznej i zmiany kulturowej opisując Kaczynów z perspektywy strukturalno-procesualnej. Zignorował przedfunkcjonalistyczne opisy jednolitej kultury i organizacji Kaczynów, a także analizy antropologii funkcjonalistycznej (dominującej w czasie gdy Leach pisał tę książkę), które zakładały stabilną równowagę społeczną w obrębie jednego systemu społecznego.
Kolejną ważną pracą była opublikowana w roku 1961 Pul Eliya, a Village in Ceylon (Pul Eliya, wioska na Cejlonie), w której skierował swoją uwagę ku teoriom pokrewieństwa jako systemom idealnym. Innymi słowy było to wyzwanie rzucone kolejnemu mitowi strukturalnego funkcjonalizmu – przekonaniu o dominacji stosunków pokrewieństwa w organizacji społeczeństw pierwotnych. Leach dowodził, że choć ideologia grupy bardzo silnie akcentowała znaczenie pokrewieństwa, to jego faktyczny wpływ na motywacje ludzkich działań był niewielki. Konkluzja Leacha zmierzała więc w następującym kierunku: warunki naturalne i wymagania systemu ekonomicznego stanowiły rzeczywistą determinantę statystycznych zachowań mieszkańców Pul Eliya natomiast stosunki pokrewieństwa były jedynie przejawem ich zewnętrznej racjonalności.
Poglądy Edmunda Leacha stały się zbliżone do poglądów Claude Lévi-Strauss’a, ale pozostawały jednak w pewnej sprzeczności z francuskim strukturalistą (traktująca o tym książka z 1970 roku Lévi-Strauss została przetłumaczona na sześć języków i była wydawana wielokrotnie). Strukturalizm Lévi-Strauss’a podkreślający doniosłość uniwersaliów kulturowych osadzonych w jedności psychiki ludzkiej rozmija się ze strukturalizmem brytyjskim (reprezentowanym m.in. przez Edmunda Leacha), który kładzie nacisk zarówno na międzykulturowe wspólne cechy struktur społecznych i symbolicznych, jak i na zróżnicowanie kulturowe. Myślenie Edmunda Leacha jest dlatego zasadniczo różne od myślenia Claude Lévi-Strauss’a, gdyż wywody Leacha są porównawcze i dotyczą konkretnych kultur (Przykładowo: w Indiach panna młoda nosi wielokolorowe sari a wdowa białe. Na Zachodzie natomiast tradycyjnie panna młoda ubiera się w biały strój a wdowa w czarny. W każdym z przypadków kolor symbolizuje określone stany czy czynności, ale role kulturowe są odmienne) a wywody Claude Lévi-Strauss’a pomyślane są jako powszechnie obowiązujące. Innymi słowy Leach odrzucał zestawianie faktów pochodzących z różnych kontekstów kulturowych i krytykował za to C. Lévi-Straussa.
Edmund Leach zajmował się między innymi rolą mitu i rytuału w życiu grupowym, a także strukturalistycznym wyjaśnianiem tekstów Biblii – analizował ją jako rodzaj narracji mitycznej. Wydana w Polsce książka Siostra Mojżesza. Strukturalistyczne interpretacje mitu biblijnego stanowi kontynuację pracy z 1969 roku Genesis as Myth.

## Tłumaczenia na język polski
- Buddyzm w postkolonialnym systemie politycznym Birmy i Cejlonu, [w:] Tradycja i nowoczesność (antologia pod red. Jerzego Szackiego), Warszawa 1984, Wyd. Czytelnik, s. 516
- Lévi-Strauss, tekst przejrz. i zred. Grzegorz Godlewski, przeł. Piotr Niklewicz, wyd I: Warszawa 1973, tom 255 serii wydawniczej Omega, Wyd. Wiedza Powszechna; Wyd. III rozsz: Warszawa 1998, Wyd. Prószyński i S-ka, ISBN 83-7180-797-X (Lévi-Strauss 1970)
- Kultura i komunikowanie, przeł. Michał Buchowski, Wydawnictwo Naukowe PWN, Warszawa 2010, seria Pogranicza (Culture and Communication 1976)
- (z Algirdas Julien Greimas) Rytuał i narracja, tł. Michał Buchowski, Anna Grzegorczyk, Ewa Umińska-Plisenko, Warszawa 1989, Wyd PWN, 192 s., ISBN 83-01-08698-X (Culture and Communication: The Logic by Which Symbols are Connected 1976)
- (z D. Alan Aycock), Siostra Mojżesza. Strukturalistyczne interpretacje mitu biblijnego, (tłum. Wojciech Burszta, Hanna Burszta i Michał Buchowski), Poznań 1998, Wyd. Zysk i S-ka, ISBN 83-7150-388-1 (Structuralist Interpretations of Biblical Myth 1983)